# Гаттілузіо
Гаттілузіо — могутня генуезька родина, яка контролювала низку володінь у північній частині Егейського моря з 1355 року до середини XV століття. Сім'я мала тісні зв'язки з візантійським правлячим домом Палеологів — «чотири послідовні покоління Гаттілузіо одружилися з родиною Палеологів, два — з доньками імператорів, одне — з імператором, а одне — з деспотом, який згодом став імператором» — що могло пояснити їхню неодноразову участь у візантійських справах. Гаттілузіо були володарями Лесбосу (сучасна Греція) з 1355 по 1462 рік і володарями Айноса (сучасний Енос в європейській Туреччині) з 1376 по 1456 рік.

## Історія

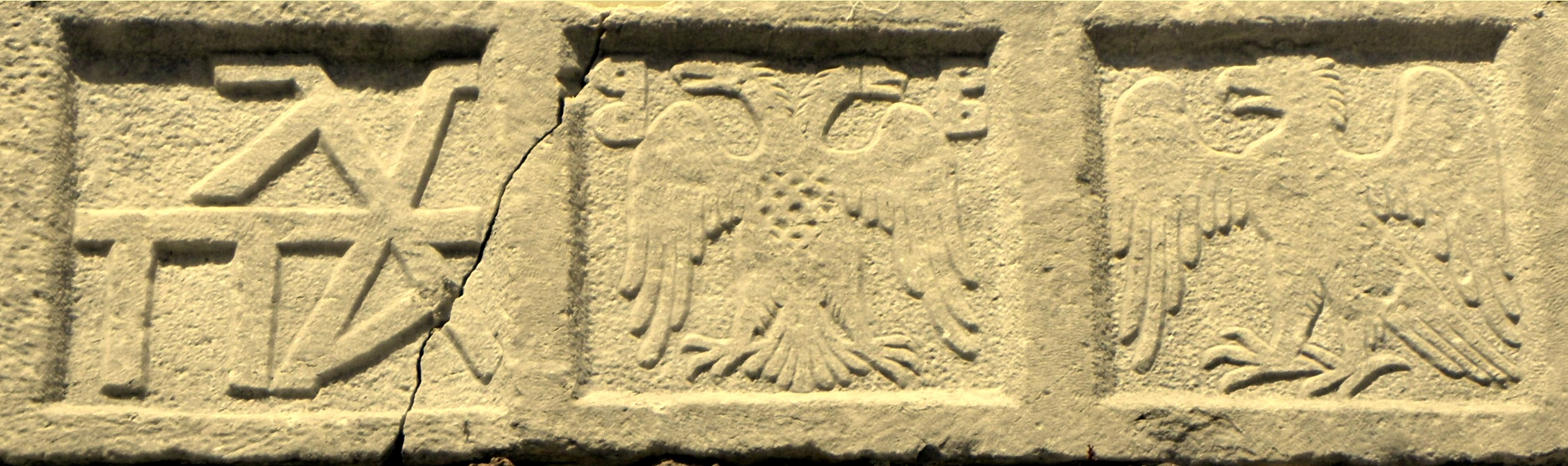
Рельєф у Мітиленському замку, на якому зображено родинний знак Палеологів (ліворуч), візантійського двоголового орла (у центрі) з гербом Гаттілузіо на грудях та орла родини Доріа (праворуч)

Родина Гаттілузіо була заснована двома братами, Франческо та Нікколо Гаттілузіо, які були племінником Оберто Гаттілузіо. Ім'я їхнього батька невідоме, хоча на основі геральдичних свідчень їхніх написів Ентоні Латтрелл стверджує, що їх мати походила з генуезької родини Доріа. Франческо здобув прихильність візантійського імператора Іоанна V Палеолога, допомігши йому у 1354 році потіснити суперника з престолу, Іоанна VI Кантакузина. Як винагороду Франческо Гаттілузіо з липня 1355 року отримав володіння островом Лесбос (і його головним містом Мітилена), а також одружився з сестрою імператора Марією Палеолог. Фортеця Мітилени була зруйнована внаслідок землетрусу в 1384 році, а з родини правителів в живих залишився тільки молодший син Джакомо.
Євгенія Гаттілузіо, донька сеньйора Лесбоса Франческо II Гаттілузіо і онука по материнській лінії візантійського імператора Андроніка III близько 1397 року стає дружиною Іоанна Палеолога, володаря Селімбрії. Тоді ж приймає православ'я та змінює своє ім'я на «Ірину». У 1399 році її чоловік вдруге здобуває імператорський трон як Іоанн VII Палеолог. Водночас Ірина-Євгенія отримала титул імператриці.
В подальшому до володінь Гаттілузіо увійшли, серед іншого, острови Імброс, Самофракія, Лемнос і Тасос, а також материкове місто Айнос у Фракії (сучасний Енос в європейській частині Туреччини). Родина брала активну участь у видобутку та збуті галунів, корисних у текстильному виробництві та прибутковій торгівлі, контрольованій генуезцями.
Після падіння Константинополя в 1453 році, Гаттілузіо ненадовго зберегли контроль над своїми володіннями під османським сюзеренітетом, але були витіснені протягом кількох років. У 1456 році османи призначили місцевого грецького історика Михайла Крітобула губернатором Імброса, а також усунули Гаттілузіо від влади в решті їхніх володінь, за винятком Лесбосу, який їм було дозволено утримувати в обмін на щорічну виплата 4000 золотих. Після того, як сеньйор Лесбосу, Доменіко Гаттілузіо, був задушений своїм братом Нікколо,  у вересні 1462 року османський флот захопив острів, відправивши Нікколо в полон до Константинополя (де його згодом стратили) і поклав край владі родини.
Археологічні розкопки в замку Мітилени з 1984 року Університетом Британської Колумбії під керівництвом Керолайн і Гектора Вільямс виявили похоронну каплицю Гаттілузіо та кілька могил, які, ймовірно, належали утриманцям родини. Будівлю було перетворено на мечеть після османського захоплення Мітилени в 1462 році, а  у лютому 1867 року зруйнувано землетрусом. В результаті канадських розкопок також було знайдено значну кількість монет Гаттілузіо, що додались до вже відомих, відомості про які було опубліковано доктором Робертом Віром 

## Володарі Лесбосу
- Франческо I Гаттілузіо (1355—1384)
- Франческо II Гаттілузіо (1384—1404)
- Якопо Гаттілузіо (1404—1428)
- Доріно I Гаттілузіо (1428—1455)
- Доменіко Гаттілузіо (1455—1458)
- Нікколо Гаттілузіо (1458—1462)

## Володарі Айнуса
- Нікколо Гаттілузіо (1376—1409)
- Паламед Гаттілузіо (1409—1455)
- Доріно II Гаттілузіо (1455—1456)

## Подальше читання
- Miller, William (1913). Byzantinische Zeitschrift. The Gattilusj of Lesbos (1355–1462). Т. 22.
- Christopher Wright, The Gattilusio lordships and the Aegean world 1355—1462 (Leiden: Brill, 2014). ISBN 978-9004264694